# Роже IV де Фуа
Роже IV де Фуа (фр. Roger IV de Foix; ум. 24 февраля 1265) — граф де Фуа с 1241, виконт де Кастельбон и де Сердань, сеньор Андорры ок. 1230—1260, сын Роже Бернара II Великого, графа де Фуа, и Эрмезинды, виконтессы де Кастельбон и де Сердань.

## Биография
После смерти матери Роже получил её владения в Каталонии — виконтства Кастельбон и Сердань, а также долину Андорры, находившиеся в феодальной зависимости от епископства Урхель. Однако реальная власть в этих владениях оставалась в руках отца Роже, графа Роже Бернара II, почти до самой его смерти.
В 1231 году был заключён контракт о двойном браке с представителями каталонского рода виконтов Кардона. По этому контракту Роже женился на Брунисенде, дочери виконта Рамона Фолка VIII, а его сестра Эсклармонда выходила замуж за брата Брунисенды, виконта Рамона Фолка IX. Основной целью этого брака было укрепление позиций рода в Каталонии.
После смерти отца в мае 1241 года Роже унаследовал графство Фуа. 27 июня 1241 года Роже принёс оммаж графу Тулузы Раймунду VII, а чуть позже в Орлеане и королю Франции Людовику IX. Присяга верности королю Франции не помешала Роже в 1242 году примкнуть к мятежу против короля и его брата Альфонса де Пуатье, организованного Гуго X де Лузиньяном, графом Марша и Ангулема, в котором также участвовали многие бароны из Южной Франции. Мятеж также поддержали король Англии Генрих III и Раймунд VII Тулузский. Но после того, как Генрих III И Гуго были разбиты французской армией, Роже перешёл на сторону короля. Недовольный этим Раймунд Тулузский 5 октября 1242 года захватил Савердюн. Хотя Раймунд заключил мир с королём Людовиком 30 ноября, но его война против графа Фуа продолжалась. Для того, чтобы получить военную помощь, Роже в январе 1243 года прибыл в Монтаржи, принеся оммаж напрямую королю. Благодаря этому Роже стал прямым вассалом короля, который 11 декабря 1243 года обеспечил возвращение Савердюна. Раймунд Тулузский пытался вернуть сюзеренитет над владениями Роже, конфликт между ними прекратился только после смерти Раймунда в 1249 году.
В Каталонии Роже продолжил политику отца, стараясь вывести свои владения из подчинения епископов Урхеля. Это привело к ряду конфликтов с епископами в период с июля 1243 до 1257 года. В итоге Роже удалось добиться независимости от епископов виконтств Кастельбон и Сердань, однако вопрос с долиной Андорры так и остался нерешённым. Только сын и наследник Роже смог в 1278 году договориться с епископами Урхеля о совместном владении долиной.
Немало внимания Роже уделял и внутренним делам графства. В феврале 1245 года он принял меры, которые фактически запретили крепостничество в Фуа. Также он постарался наладить отношения с церковью. В 1246 году Роже заключил пареаж с аббатством Ма-д'Азиль, в 1253 году — с аббатством Бульбонн, а в 1255 году — с аббатством Комбелонг. Кроме того, он в 1251 году построил церковь в Бульбонне, куда были перенесены тела его предков. В отличие от отца и деда, которые сочувствовали альбигойцам, Роже был католиком. Он способствовал распространению инквизиции в Фуа. Однако для того, чтобы оградить своих подданных от грубых действий церковного суда, он в 1261 году сам принял меры против катаров.
Роже умер 24 февраля 1265 года и был похоронен в Бульбонне. Ему наследовал единственный сын Роже Бернар III.

## Брак и дети
Жена: с 17 февраля 1231 Брунисенда де Кардона (ум. 1289), дочь Рамона Фолка IV, виконта де Кардона, и Инес, сеньоры де Торрожа. Дети:
- Роже Бернар III (ок. 1240 — 3 марта 1302), граф де Фуа с 1265, виконт де Кастельбон и де Сердань с 1260, сеньор Андорры 1260—1278, князь-соправитель Андорры с 1278, виконт де Беарн и де Габардан с 1290
- Сибилла (ум. до 1289); муж: с до  24 марта 1271 Эмери IV (ум. 1298), виконт Нарбонны
- Эскларамунда (ум. после 22 ноября 1299); муж: с 15 октября 1275 Хайме II (1243 — 29 мая 1311), король Майорки с 1276
- Агнес (ум. после 1256); муж: Эскива I де Шабан (ум. 1283), сеньор де Шабан и де Конфолан (Эшива IV), граф Бигорра с 1255, граф Арманьяка и Фезансака 1255—1266
- Филиппа (ум. ок. 1310); муж: с 7 июня 1262 Арно I Испанец (ум. 1303), виконт Кузерана